# Tamtoc

Tamtoc, Tamtok o Tamohí (téenek para "lugar de las nubes de agua") es un yacimiento arqueológico de la cultura huasteca, se encuentra en el municipio de Tamuín en el estado mexicano de San Luis Potosí, en lo que hoy en día se conoce como la región Huasteca. Desde el 2000 ha sido mejorado y recuperado por un equipo de profesionales, siendo la arqueóloga Estela Martínez Mora la encargada  de los estudios en el sitio. 
Originalmente se calculó que el florecimiento de este sitio tuvo lugar entre el año 900 y 1100 d. C., es decir, durante el Período Posclásico mesoamericano, sin embargo recientes hallazgos —particularmente el Monumento 32—  han hecho pensar a los arqueólogos que el florecimiento pudo ocurrir en el año 600 d. C.
Con una extensión de cerca de 210 hectáreas, se puede asegurar que Tamtoc fue uno de los centros urbanos huastecos más importantes del último periodo prehispánico por sus dimensiones y características. Su desarrollo duró pocos siglos antes de que los españoles llegaran, hasta su repentino abandono en el siglo XVI. Se localiza en la ribera noreste del río Tampaón, parte del sistema hidráulico del río Pánuco.
Una de las características que distinguen a Tamtoc es la notable presencia femenina. A la fecha el 90% de los entierros ahí descubiertos son de mujeres. Además que están representadas en la mayoría de las figurillas de arcilla y cerámica aquí encontradas y que se piensa tenían un alto rango en la división social de la comunidad.
La zona ha sido conocida de tener vestigios precolombinos desde finales de 1800, fue explorada hacia finales de la década de 1930 por Joaquín Meade, y con mayor intensidad en la década de los 60s y finalmente fue abierta al público el 11 de mayo de 2006 por el entonces gobernador de San Luis Potosí, Marcelo de los Santos Fraga.

## Entorno geográfico
La antigua ciudad de Tamtoc se asentó en la llanura de Tamuín, en el meandro del Río Tampaón. El entorno geográfico, favoreció la producción y recolección de alimentos que aseguraron la subsistencia de numerosos poblados asentados en su alrededor. El Río Tampaón, importante fuente de alimento, fue el eje de intercambio de mercancías y de la interacción social con otras regiones.
Los habitantes de Tamtoc cazaron y recolectaron diversos productos en las sierras cercanas. La Sierra de Tanchipa también fue cantera de piedra arenisca que sirvió a los artistas como materia prima para tallar esculturas de gobernantes, sacerdotisas y diversas estelas públicas que mostraban eventos relevantes, memoria de orden social y simbólico. Del Cerro del Murciélago, se extraía piedra verde o tinguaíta que fue transformada en adornos corporales y objetos utilitarios.
Las llanuras y montañas que conforman el paisaje de Tamtoc fueron el escenario de su devenir histórico, garantizaron su sustento económico y jugaron un papel relevante en el aspecto ritual e ideológico; puntos destacados en el relieve topográfico fueron indicadores de fenómenos astronómicos y referentes importantes que influyeron en el diseño de la misma ciudad.

## Historia

### Historia local
Tamtoc se considera la capital prehispánica de la Huasteca por su importancia regional, militar y comercial. Hasta la actualidad se han identificado por lo menos tres periodos de ocupación: el más antiguo ocurrido cerca del 600 a. C., la cual corresponde a la época del surgimiento de la urbe. La segunda ocupación aconteció entre los años 600 d. C. y 900 d. C., se distingue por el arribo de una corriente cultural sin antecedentes en la región que se encargó de rediseñar el aspecto urbano de Tamtoc, marcando fuertemente el liderazgo regional de la ciudad. El último periodo sucedió entre 900 y 1350 d. C., se caracterizó por un importante incremento poblacional y una intensa actividad constructiva que da cuenta a una sociedad cada vez más poderosa y compleja. Al final de este periodo, por razones aún desconocidas, el sitio pierde la hegemonía regional y es abandonado.

### Temporalidad
Tamtoc floreció en un tiempo muy antiguo, en paralelo a diferentes culturas del mundo. Mientras en Tamtoc se estaba tallando La Sacerdotisa, en Grecia se encontraban en las Guerras del Peloponeso, Roma no existía, los Olmecas estaban en su apogeo, Egipto se encontraba en su periodo tardío, Babilonia había sido ya abandonada y los Incas todavía no llegaban a poblar las regiones del Perú.

## Sitio

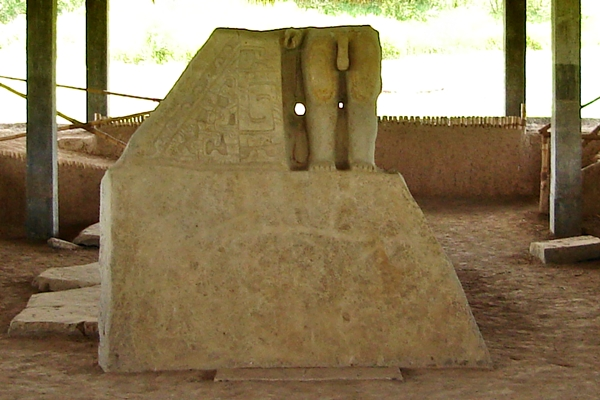
Monumento 22, Tamtoc, Tamuin, S.L.P.

En el sitio arqueológico se han descubierto más de setenta estructuras, las cuales han sido registradas en dibujos y mapas.  En el perímetro abierto a los visitantes se encuentran treinta de ellas. Existe una plaza central que probablemente funcionó como centro cívico o administrativo, construida en los últimos momentos de la ciudad. Las principales estructuras con:
- Estructura Este o El Tizate, tiene una altitud de 36 m.
- Estructura Este o Paso Bayo, tiene una altitud de 21 m, y se le considera una estructura religiosa.
- El Corcovado, estructura circular, considerada como un punto comercial y político.
- El Monumento 32, también conocido como La Sacerdotisa.
- El Monumento 22, se le conoce también como "El Gobernante" "Cinco Caracol" o "Tomás", es una piedra que representa la parte inferior de un hombre desnudo con el pene perforado y protegido con cubierta de ixtle, es decir, es una alusión a la creación del hombre del Quinto Sol por Quetzalcóatl.[2]
- La escultura de la Mujer Escarificada o Venus de Tamtoc, es una escultura femenina fragmentada que data del 600 a. C.

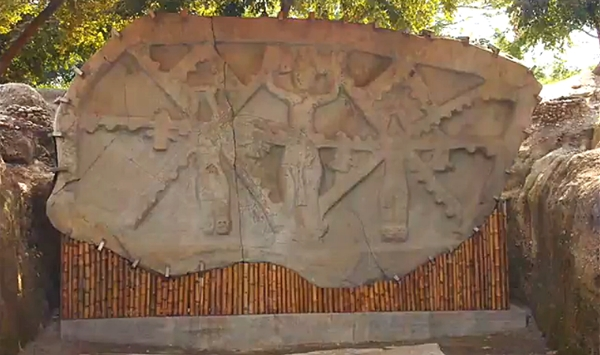
Monumento 32 también conocido como La Sacerdotisa, en la zona de La Noria.

## Museo de Sitio
Aún no se cuenta con un museo de sitio como las demás zonas arqueológicas del país, por lo que las piezas cerámicas, máscaras y restos funerarios, así como restos de herramientas de trabajo y armas, están en resguardo en los almacenes del INAH en un lugar desconocido (por seguridad), y no se encuentran abiertos al público.

## Urbanismo
La mayor parte de la ciudad fue construida exclusivamente con tierra. El centro urbano estaba a salvo de las inundaciones que afectaban la comarca. Posee un complejo trazado urbano ya que sus construcciones se encuentran tanto sobre prominencias naturales como sobre grandes plataformas que sirven de basamento a varios conjuntos con funciones cívicas, religiosas y habitacionales. La distribución de Tamtoc estaba en función de grandes plataformas multifuncionales muy elevadas ya que las periódicas inundaciones limitaban los lugares en los que se podía construir. Las casas de la gente común se encuentran en las partes altas cercanas a las plataformas y sobre lomas vecinas, ahí también se construyeron pequeñas terrazas que albergaban habitaciones y huertos.
El comercio fluvial adquirió una enorme trascendencia gracias a encontrarse a la orilla del río. La ciudad llegó a contar con varios atracaderos ya que desde el río, tanto mercaderes, visitantes y los mismos pobladores ascendían por medio de rampas y bancales a espacios sucesivamente más restringidos. Sitios que lo mismo funcionaban como mercado como para realizar reuniones religiosas e incluso de carácter político y administrativo. En ciertos días en las plazas se efectuaban ritos públicos o se congregaba a los moradores locales y vecinos para eventos cívicos, en otras plazas se practicaba el trueque de mercancías locales por otras que provenían de lejanos lugares.
Entre las modificaciones al ambiente, se encuentra la excavación de lagunas en los alrededores de los centros ceremoniales (no vuelto a ver hasta México-Tenochtitlán) como lo son la Laguna Norte, La Gran Laguna de los Patos, La Laguna de la Ceiba y la Laguna Sur, los cuales algunos fueron utilizados para la acuicultura.

## Arquitectura

### Estructura Este
También se le denomina como "Paso Bayo" o "Tamtoque" tiene una altura de 21 metros. Las estructuras elevadas, como esta, comúnmente sirvieron de base para templos de mucha importancia, desde los cuales se dirigían diversos rituales relacionados con la medición del tiempo y con el movimiento de los cuerpos celestes. Esta estructura es la segunda más alta del sitio y marca el límite este de la zona monumental.

### Plaza Principal
Este grupo está conformado por 23 estructuras arquitectónicas, de las cuales 18 están alrededor de una plaza y cinco en la parte central, todas asociadas con actividades administrativas y religiosas.
Las estructuras restantes han sido identificadas como basamentos de casa habitación perteneciente a la élite gobernante, a excepción de la estructura AW3 que se identifica como un pequeño altar. Casi todas las estructuras de este conjunto tienen escaleras que conducían a su parte superior, donde se ubicaba un tempo o el conjunto habitacional.

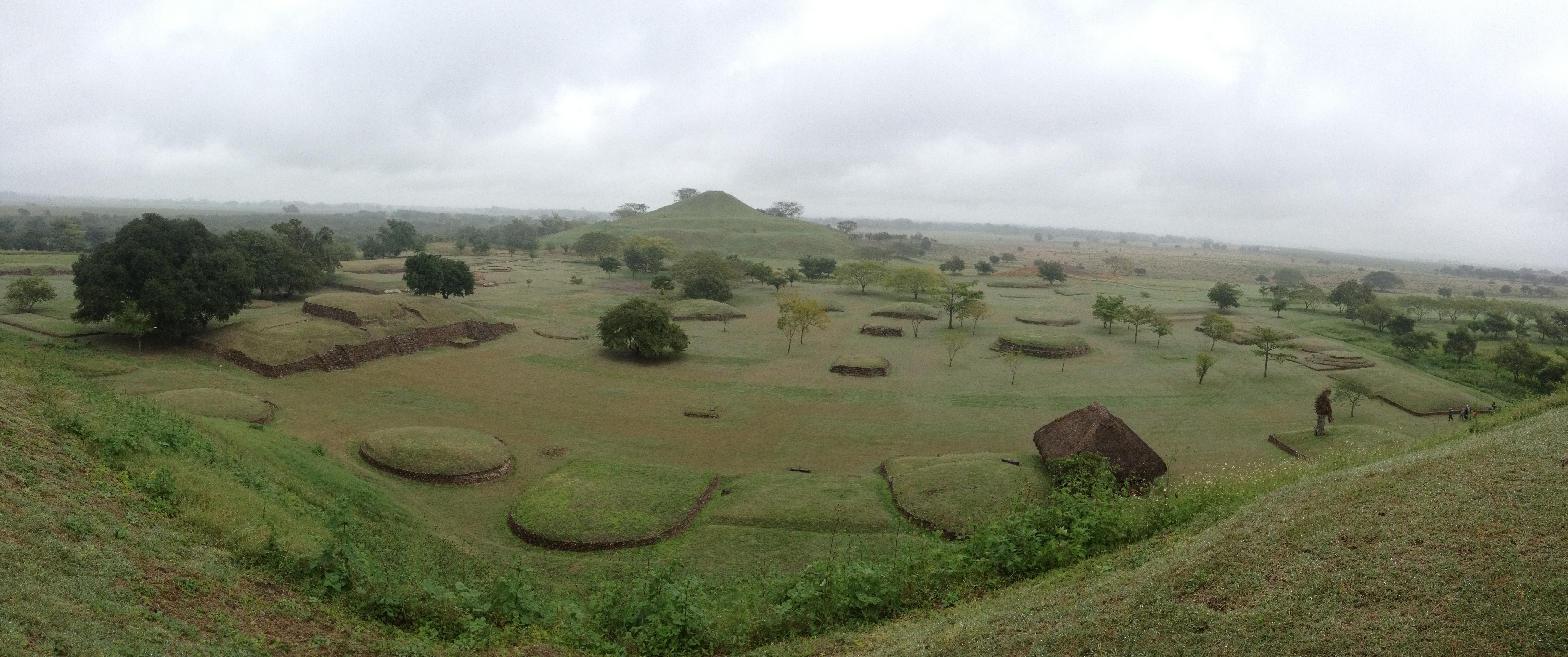
Plaza Principal de Tamtoc en invierno con el Paso Bayo de fondo

Destacan las estructuras AC1, AC2 y AW3 porque en su interior se depositaron entierros humanos y en cada una de éstas se localizaron como ofrenda dos estelas antropomorfas gemelas.
La plaza tiene al menos dos épocas constructivas, la primera ocurrida entre el 600 y 900 d. C. representada por estructuras circulares la mayoría de éstas fueron cubiertas por estructuras más recientes. Los edificios que hoy en día se aprecian corresponden a la última época acontecida entre el 900 y 1350 d. C., cuando la ciudad alcanzó su máximo auge.

### Plaza Noreste
Este grupo lo conforman 10 montículos, nueve de los cuales rodean una plaza y uno está un tanto separado hacia el norte. Este conjunto está asociado a funciones habitacionales y la producción de textiles.

### Conjunto Norte

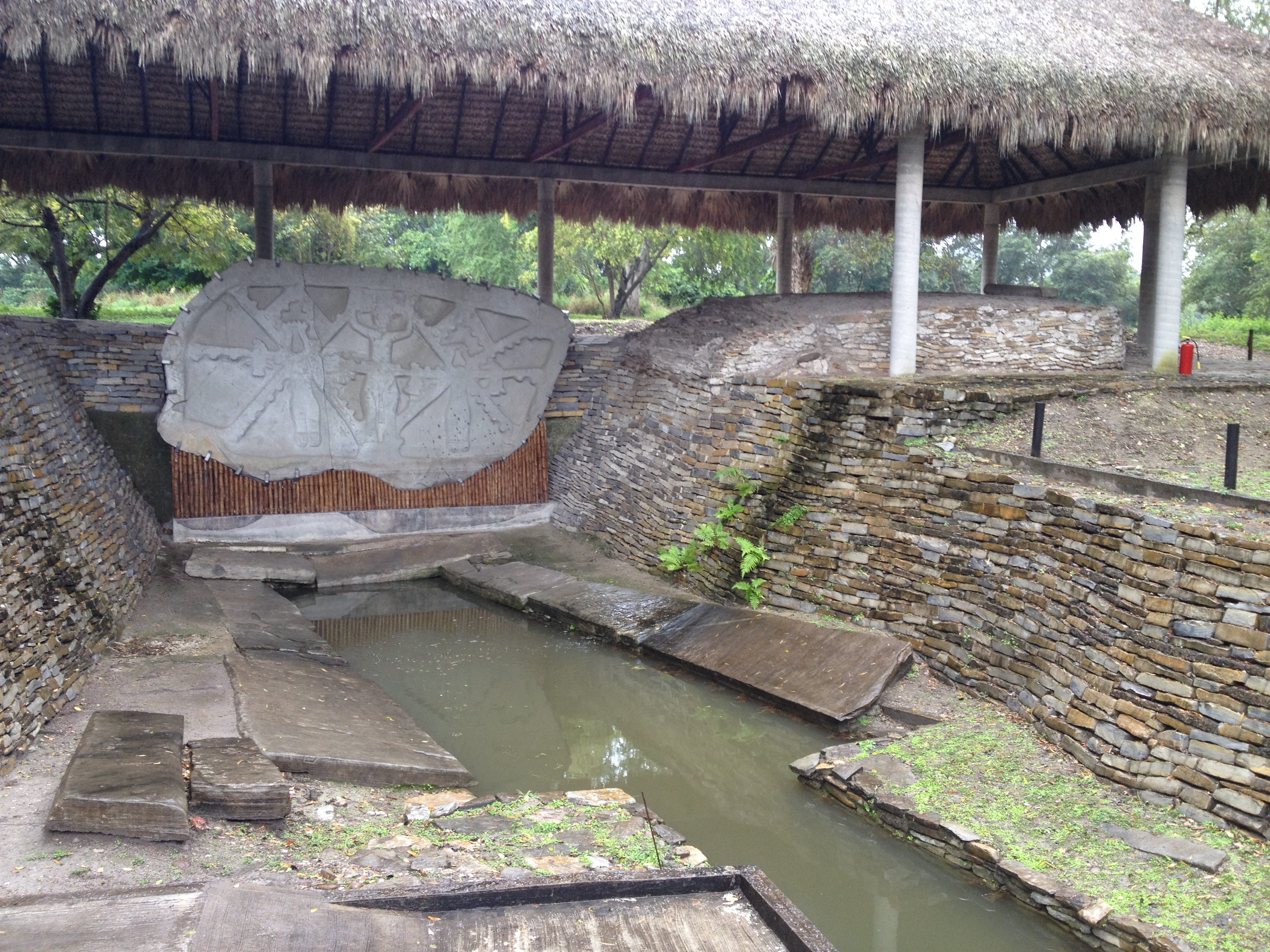
Canal del Manantial con el Monumento 32 (La Sacerdotisa) de fondo y la Estructura 10 a la derecha

Esta área está compuesta por varias estructuras y destaca por el hallazgo de diferentes monumentos como es la lápida de los Flamencos, El gigante, la Estela Castrillón, La Venus de Tamtoc y el megalito de La Sacerdotisa (Monumento 32). En este lugar existen manantiales que, a través de un sistema de canales antiguos, distribuyen agua a distintos lugares del sector desembocando en la Laguna de los Patos.
Recientes excavaciones arqueológicas realizadas al pie de la estructura C3, permitieron identificar un lugar de producción de cuentas para collar y otros adornos.

### La Noria

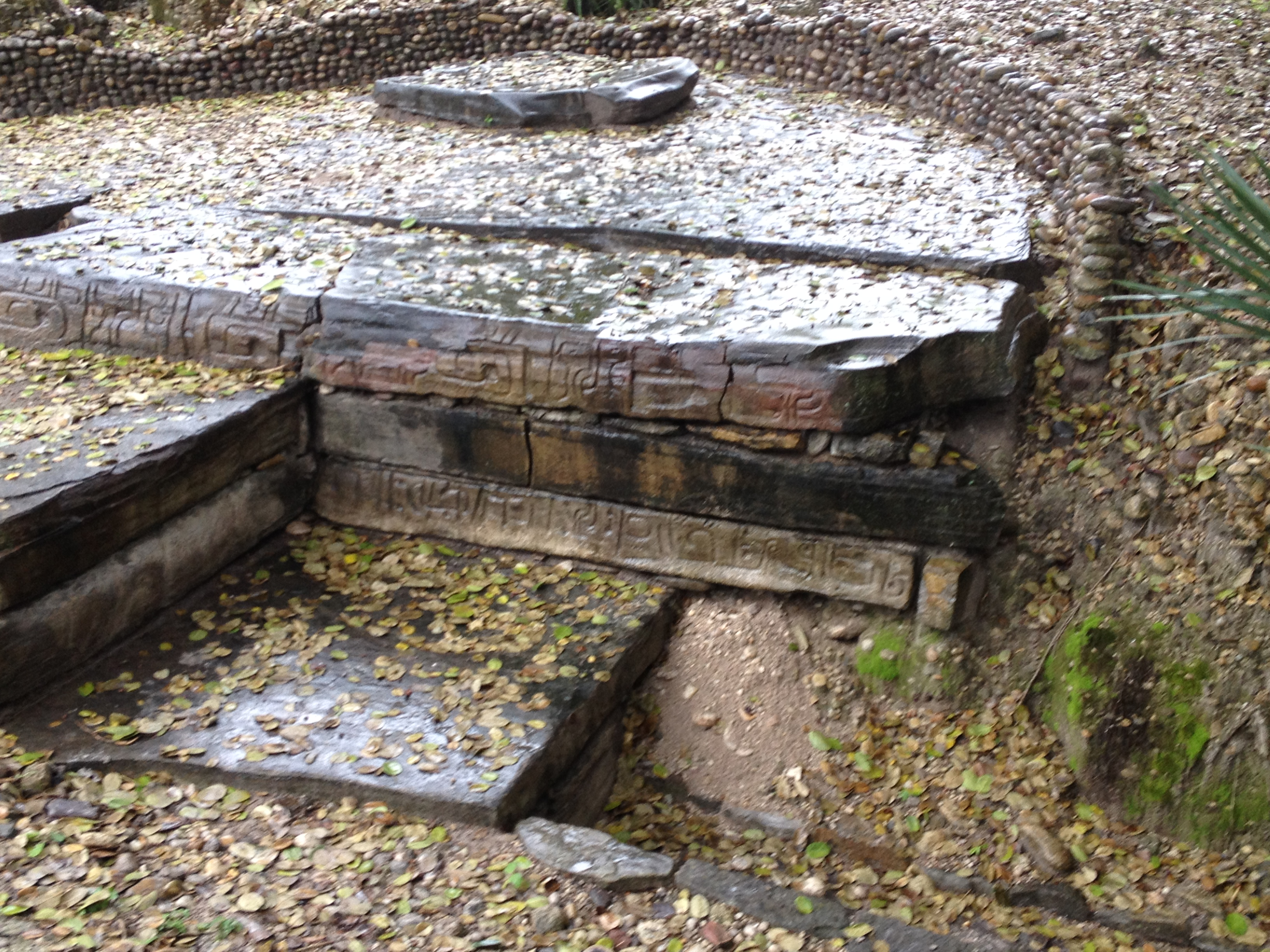
Caja de Agua u Hornos de Trabajo en la zona de La Noria

La zona de La Noria es un lugar importante de la ciudad de Tamtoc, la cual ha sufrido constantes cambios debido a las épocas que pasaba la ciudad. Principalmente se pueden diferencias los tres principales usos que tuvo a través del tiempo, los cuales fueron los siguientes:

#### El Manantial

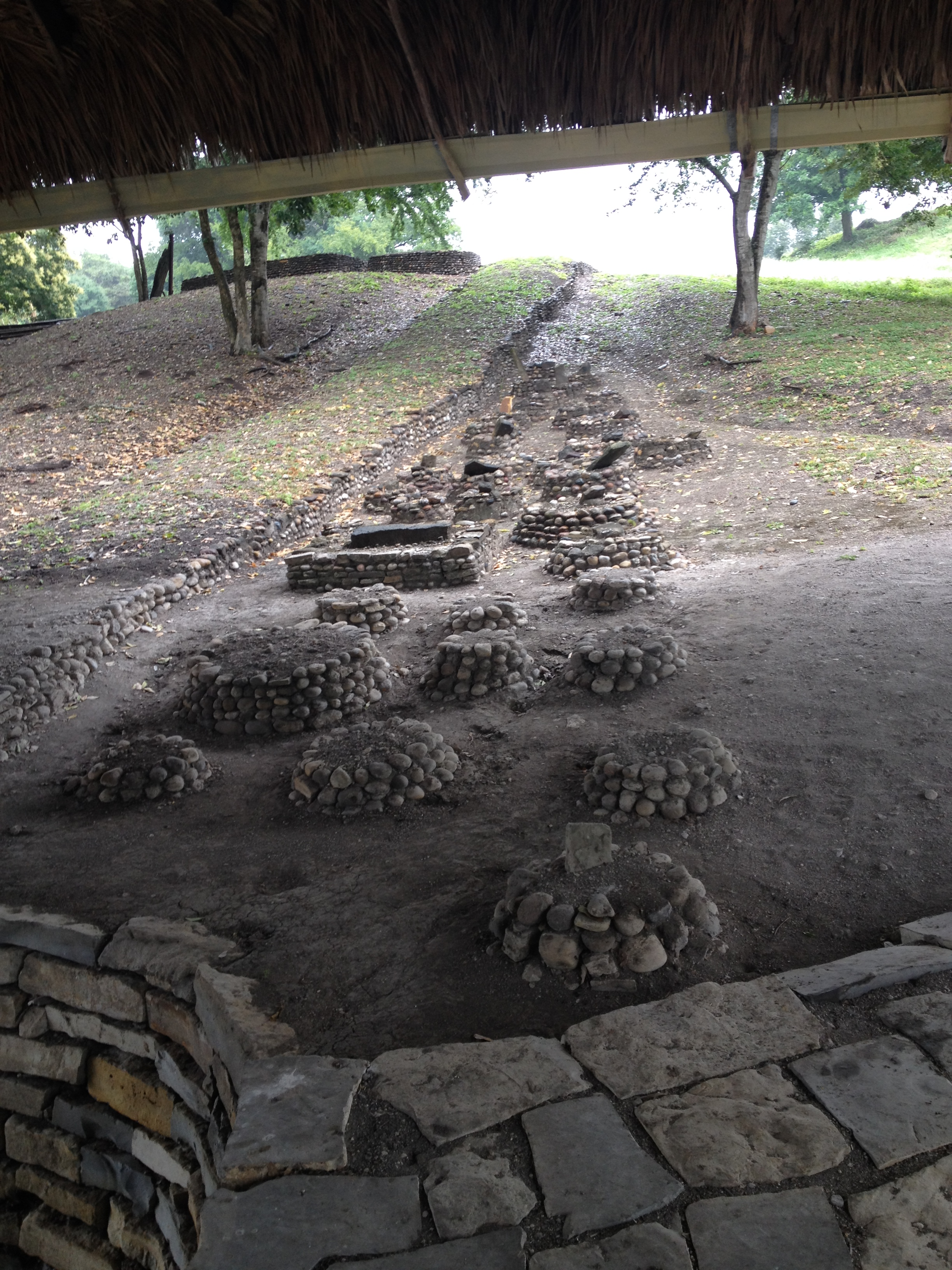
Montículos funerarios en el Cementerio.

También conocida como la Caja de Agua forma parte del sector del Conjunto Norte y es donde se originó la antigua ciudad de Tamtoc, pues aquí nace el agua y, debido a su importancia para la vida, fue considerado como un lugar sagrado. Los habitantes de Tamtoc construyeron una serie de canales de distribución de agua del manantial, de donde se han recuperado una serie de ofrendas, incluyendo la escultura monumental de La Sacerdotisa. Estos elementos corresponden a la primera ocupación, aproximadamente en el 600 a. C.

#### Área de trabajo
La Caja de Agua fue modificada durante la siguiente época (600 y 900 d. C.), el espacio fue desacralizado y empleado en tareas cotidianas representadas por dos hornos recuperados en recientes excavaciones, los cuales pudieron servir para el procesamiento de alimentos.

#### Cementerio

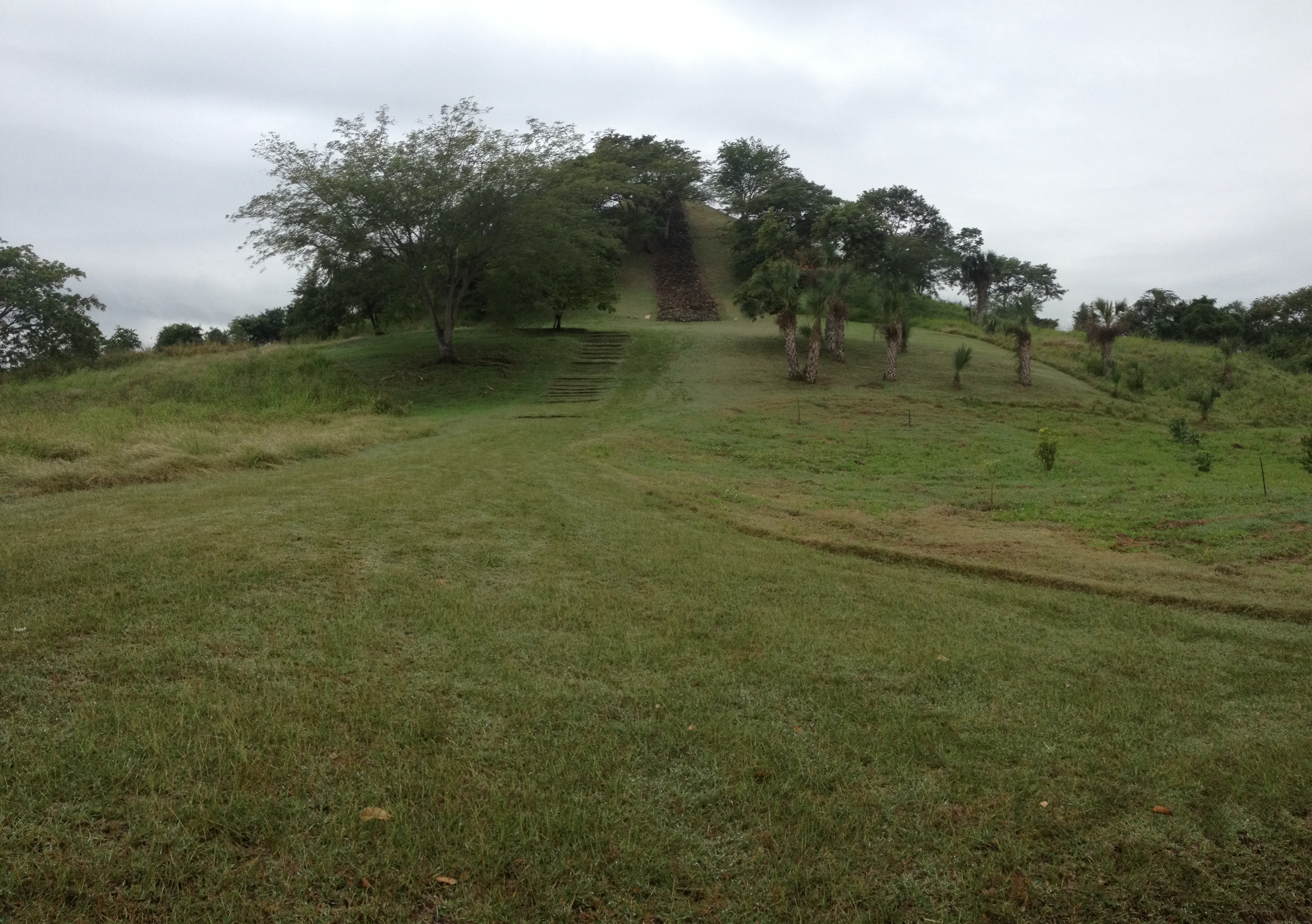
El Tizate

En la última época de ocupación (entre el 900 y 1350 d. C.), fueron construidos en el mismo espacio de La Noria, nuevos edificios arquitectónicos, templos, andadores y espacios abiertos asociados a ceremonias religiosas y rituales sagrados. Destaca un conjunto de tumultos funerarios de donde se han recuperado alrededor de setenta esqueletos humanos correspondientes a individuos de distintas edades y sexos.
Las autopsias realizadas a los esqueletos han revelado que sufrieron de severas infecciones, “En los huesos de todos los individuos se han identificado deformaciones y huellas notorias de ese tipo de patologías. Hasta el momento la población con estas características solamente se ha localizado en esta parte del sitio", indicó Martínez Mora, quien junto con Guillermo Córdova Tello, coordina el Proyecto Arqueológico Origen y Desarrollo del Paisaje Urbano de Tamtoc.

### Estructura Oeste

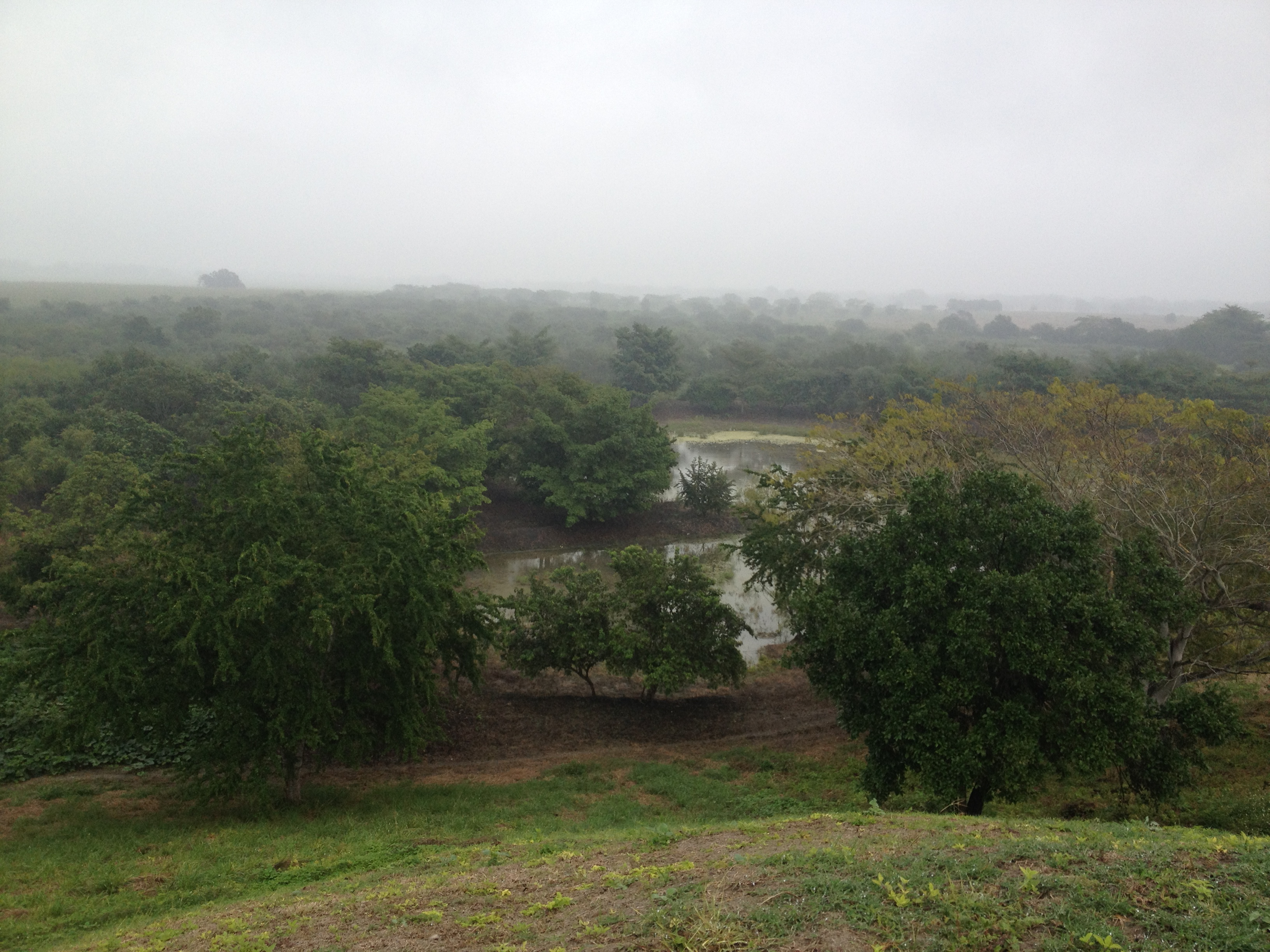
Gran Laguna de los Patos

Es uno de los basamentos más grande del sitio y presenta una escalinata al frente. Anteriormente se le conocía como "El Tizate" debido a que cerca de este lugar, a la orilla del río, se encuentra un yacimiento de carbonatos cristalizados o ceniza volcánica conocida localmente como tizate, material empleado en la elaboración de cerámicos. Desde su cima, se sabe que anteriormente se encontraba un templo, se domina todo el entorno de Tamtoc. Esta estructura fue el marcador oeste que delimitaba la zona monumental de la ciudad. Este basamento está asociado con actividades relacionadas con observaciones astronómicas para la cosmología que caracterizó a los pueblos huastecos.que

### Gran Laguna de los Patos
La Gran Laguna de los Patos, se pensó en un principio que era una laguna natural, pero al realizar los estudios de hidrología y topografía se llegó a la conclusión que esta fue hecha por el hombre. De acuerdo a las investigaciones que se han realizado en la laguna artificial fue elaborada con la finalidad de evitar inundaciones por parte del río Tampaón.
Durante los trabajos de desasolve y recuperación de la Laguna se han encontrado diversos objetos arqueológicos que forman parte de ofrendas, lo cual impide trabajar con maquinaria pesada para desaguar la laguna, pues pone en riesgo los restos históricos que ahí se encuentran.

## Monumentos

### La Sacerdotisa
El Monumento 32, o más conocido como La Sacerdotisa es un calendario lunar monumental, más grande y más antiguo que el conocido como Piedra del Sol o "Calendario Azteca". Su antigüedad exacta aún no está establecida, se estima que fue elaborado entre 1150 y 700 a. C. aparentemente por los Olmecas, cultura que se desconocía se hubiese establecido en esta zona en un tiempo tan temprano. El calendario es un monolito de piedra arenisca polimineral, tiene ocho metros de largo y cuatro de altura, tiene un espesor de 50 cm. y un peso superior a las 30 toneladas.  Se encuentra en el Conjunto Norte, más específico en El Manantial de La Noria.
Fue encontrado de forma accidental en febrero de 2005 mientras se trabajaba en la restauración del canal hidráulico que ya durante una época anterior a los españoles conducía agua desde un manantial a una laguna artificial creada dentro de la ciudad y fue hasta noviembre de 2006 cuando se logró extraer.

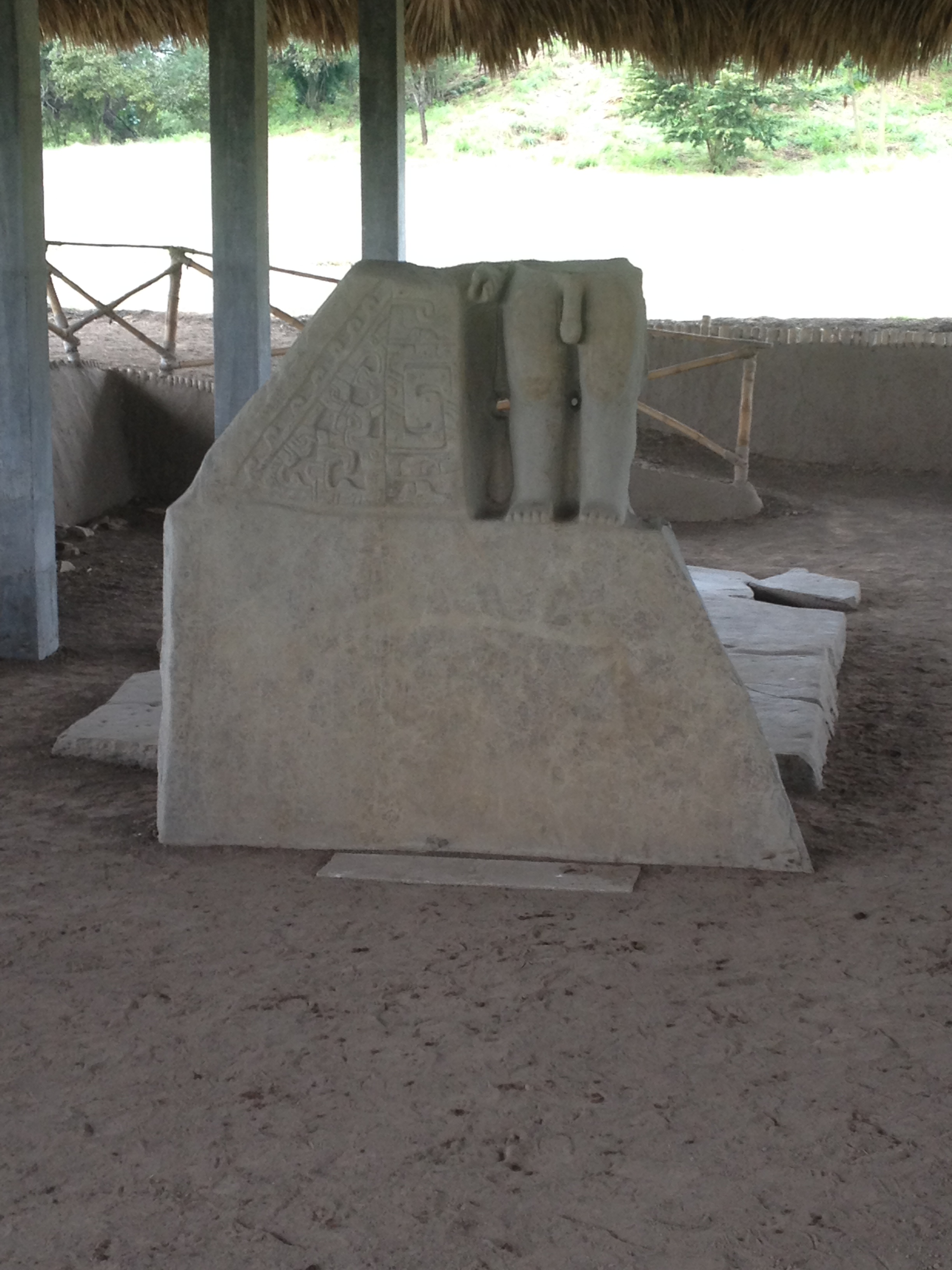
Monumento 32, El Gobernante o Tomás

 Debido a que la intemperie y el exceso de humedad provocado por la lluvia y el estancamiento del agua del Manantial habían iniciado un proceso de degradación en la roca de la escultura, por eso la zona de La Noria fue sometida a intensos trabajos de conservación; actualmente las labores se centran en la recuperación de una laguna aledaña al Manantial, con la finalidad de integrarla a la visita pública, ya que forma parte del entorno natural donde se localizó a La Sacerdotisa.

### El Gobernante

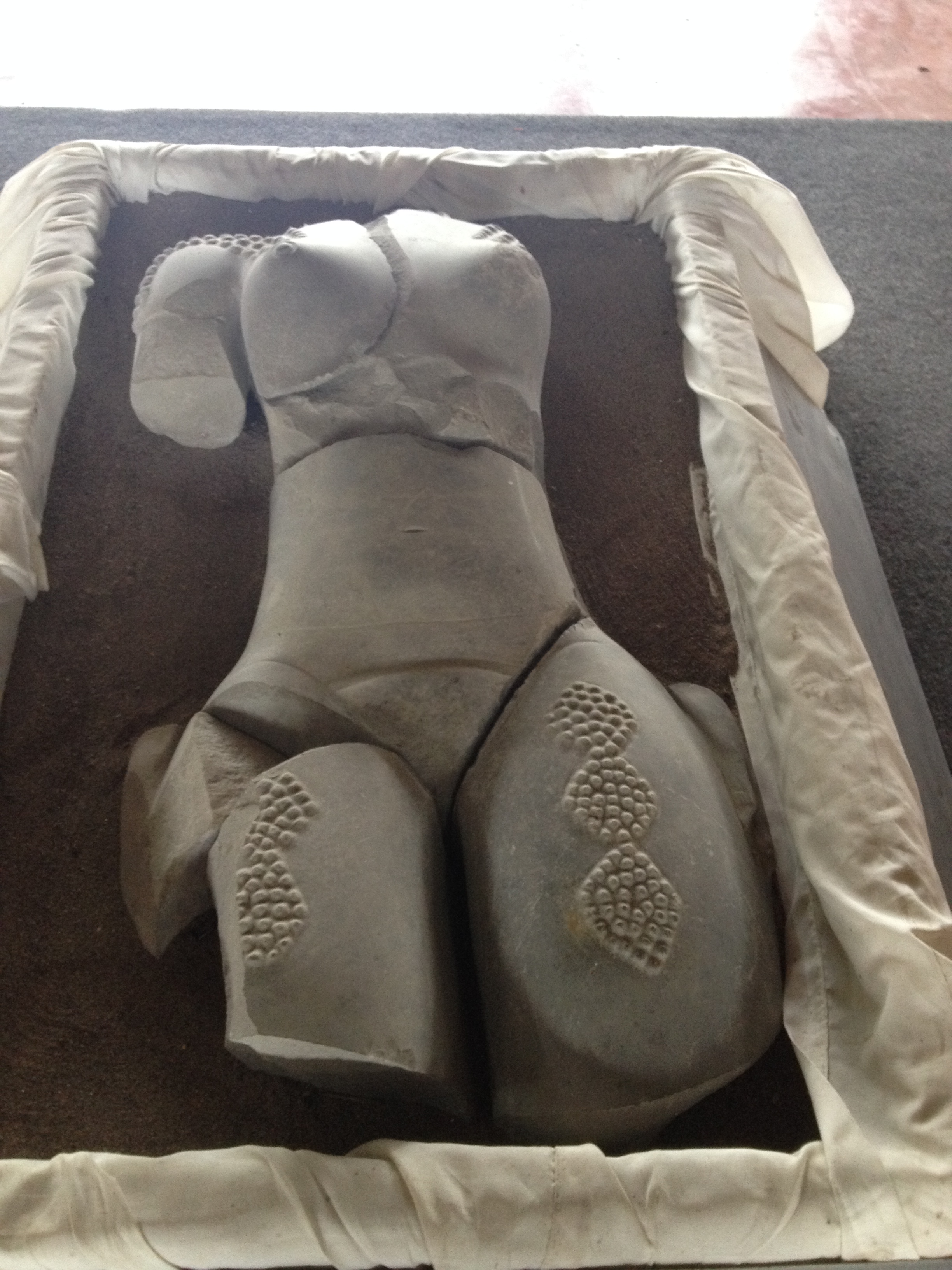
Escultura de la Mujer Escarificada como está en exposición en el museo del sitio de Tamtoc, tiene una antigüedad de más de 2500 años.

El Monumento 22, El Gobernante o simplemente Tomás, es la parte inferior de una escultura humana masculina, este monumento pudo representar a un personaje importante, quizá un gobernante de Tamtoc llamado Cinco Caracol ya que la posición de su mano parece estar diseñada para portar un bastón de mando y las diferentes inscripciones en el monumento. Su desnudez ha sido interpretada como una expresión de la importancia que tenía la fecundidad entre estos pueblos y el culto al falo.

### Mujer Escarificada
La escultura de la Mujer Escarificada o la "Venus de Tamtoc" se halló en el 2005 durante los trabajos de rescate del "Monumento 32;" la cual estuvo sumergida en agua por más de 2,500 años. Esta escultura femenina de más de 2,500 años de antigüedad en la zona de La Noria, en Tamtoc, es un descubrimiento sin precedentes, pues no se tenía registro de una escultura tan bien trabajada y detallada en Mesoamérica de esa antigüedad, así también como siendo del género femenino, lo cual representa un replanteamiento del papel que jugó la mujer en la vida social, política y religiosa de las culturas prehispánicas. El trabajo en piedra de la escultura rivaliza con los de la Grecia Antigua, y no se ha visto en ningunaotra escultura en Mesoamérica
La escultura de rasgos femeninos y en tamaño natural, aparece decapitada y está hecha en piedra basáltica, que no existe en la región. Esta fue fragmentada con fines rituales,  en lugar de sacrificar a un individuo se le sustituyó por el objeto, con la finalidad de propiciar la fertilidad, al haber sido colocada en un depósito de agua, explican los arqueólogos.
La Venus de Tamtoc cuenta con escarificaciones a modo de tatuajes en alto relieve, que se observan en los hombros, pechos y muslos de la escultura, los cuales hacen alusión a los 52 años del calendario mesoamericano, así también como los ciclos de 104 años del ciclo lunar y solar. Se presume que la escultura no es de una diosa, si no de una sacerdotisa, lo cual indica la importancia de la mujer como portadora del tiempo a través de los periodos menstruales.

## Artes

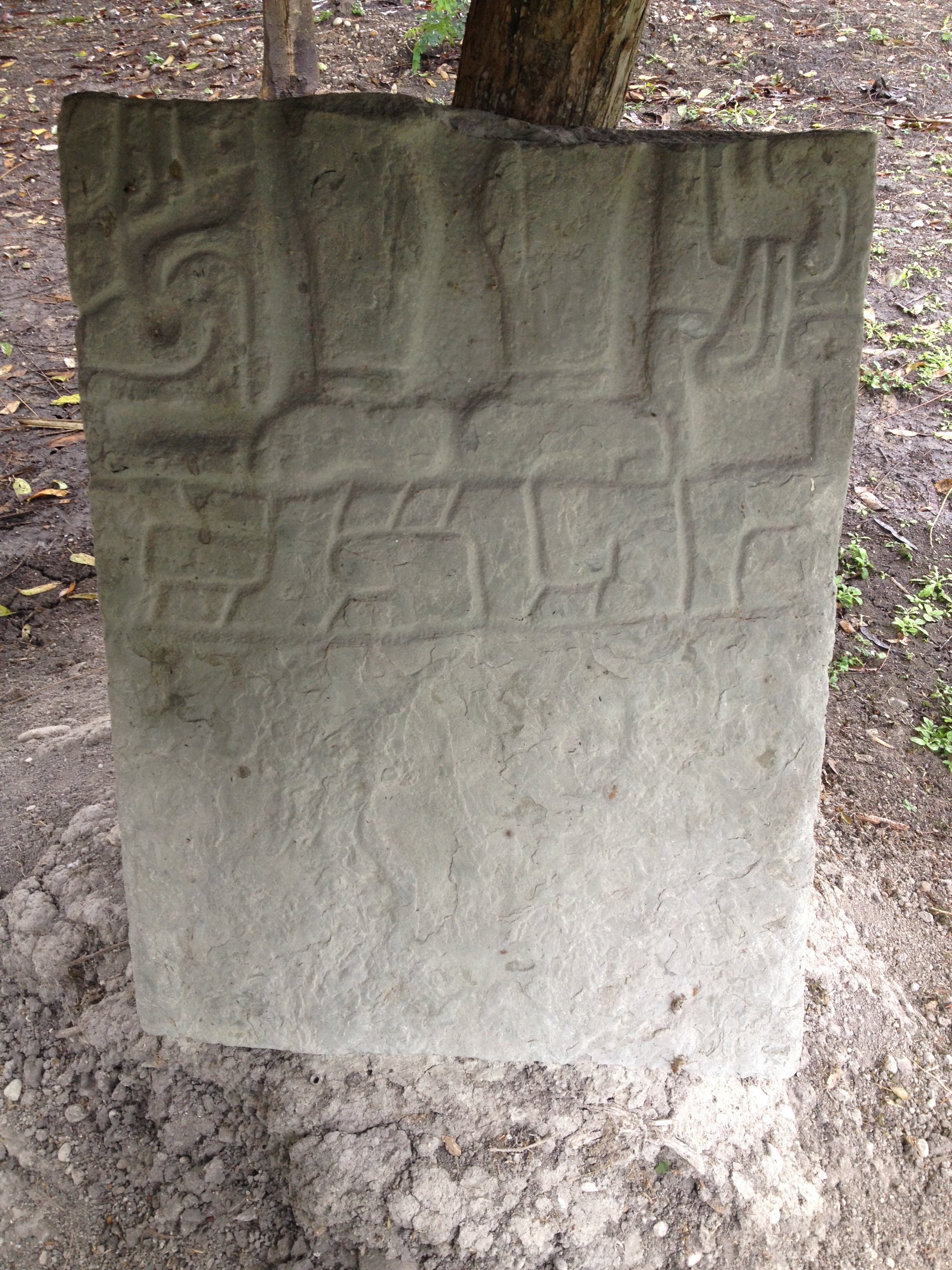
Fragmento de estela encontrado en los talleres lapidarios

### Cerámica
Los restos cerámicos que se han encontrado en Tamtoc hablan de un trabajo elaborado y decorado. Se han encontrado vasijas de uso común en las viviendas que se han excavado, así también como cerámica de ofrenda en la Gran Laguna de Los Patos, y también en ofrendas funerarias.
Las piezas encontradas se encuentran en almacenes bajo el resguardo del INAH, mientras se buscan los recursos para el Museo de Sitio de Tamtoc.

### Escultura
En Tamtoc se han encontrado varios talleres escultóricos en la zona de La Noria, entre los cuales destaca un fragmento de una estela de un personaje zoomorfo,  del cual sólo se aprecian las piernas de un ser humano con garras de un ave en vez de pies. El fragmento escultórico mide aproximadamente un metro de alto por 1.5 de ancho y pesa 90 kilos.
Los talleres de lapidaria se suman a las evidencias que en el sitio se elaboraban esculturas de la más alta calidad, por manos de artistas sumamente especializados.

### Pintura
Como todas las ciudades prehispánicas, los edificios de Tamtoc también estaban revestidos de murales y pinturas ilustres y coloridas. En la Plaza Noreste, se han encontrado restos de murales con colores rojos, naranjas, azules y verdes en algunas estructuras.

## Cultura

### Procesión de Espíritus
Para la comunidad Teenek, el Tamtoque tiene un particular significado pues hasta los años treinta, aún se enterraban a los difuntos en este lugar. En la actualidad, diversas comunidades indígenas del país, principalmente Teeneks, se reúnen en Tamtoc en el mes de noviembre para realizar el evento conocido como la "Procesión de Espíritus". En este evento se desarrollan diversas danzas durante dos días y cada grupo deposita una ofrenda al pie del Tamtoque en memoria de sus ancestros.

## Relación con Aztlán
No es descabellado pensar que, rodeados de agua, los huastecos pudieran ser el germen de la fundación de Tenochtitlán. “La mítica Aztlán de la que provenían los migrantes podría bien localizarse en el Golfo. Recordemos que el huasteco es la gente que está después del pasadero de agua”, dice Guillermo Ahuja Ormaechea, director del Proyecto Arqueológico Tamtoc. “Son los que dejan atrás ese lugar de garzas y se integran a un movimiento migratorio causado por la caída de las urbes”.
La propuesta señala que “hay más elementos para asociar la presencia cultural de los huastecos en el trabajo que llega a hacer el tenocha en el islote para agrandarlo y poder empezar a crear la metrópolis”. De acuerdo con el arqueólogo, “tenemos la presencia de deidades tipo Ehécatl en periodos anteriores a los mexicas. Al ir viendo la migración y los lugares de ocupación, tenemos una ruta clara desde Tamtoc hasta el Altiplano. Subes por la planicie costera, te internas en la sierra Gorda y llegas a Teotihuacán”.
Si bien se había propuesto que Tamtoc era un asentamiento del posclásico tardío y que había sido sometida por los mexicas, hasta el momento no se ha encontrado cerámica azteca.
Según Ahuja, los hallazgos plantean parteaguas para mirar, no sólo hacia Mesoamérica, sino también hacia Florida: “Las crónicas del XVI, el mismo fray Andrés de Olmos, se inician para evangelizar el corredor cultural que iba hacia allá”, aventura Ahuja.

## Investigación
Tamtoc aún se sigue excavando y encontrando un sinfín de artefactos que son llevados a los laboratorios del INAH en la Ciudad de México su principal impulsor ha sido el Arq. Guillermo Ahuja O., el cual hizo crecer desde principios del siglo actual el trabajo que se realiza en el sitio. Las ruinas de la ciudad se han podido investigar, conservar y poner a disposición del público gracias al Fideicomiso para el Rescate Arqueológico de Tamtoc, integrado por el Fomento Cultural Banamex, A.C., el Gobierno del Estado de San Luis Potosí y el Instituto Nacional de Antropología e Historia.

## Información turística
La zona arqueológica de Tamtoc se ubica aproximadamente a 48 km al sureste de Ciudad Valles, en San Luis Potosí. Tomando la carretera que va desde esta ciudad a Tampico, pasando el poblado de Tamuín, se toma la carretera hacia el sur (a la derecha) que conduce a la población de San Vicente o el Higo Veracruz, conocido como eje Tamcuayalab-Xolo. sobre esta carretera se encuentra a 8 km la desviación del camino que conduce a las ruinas.
El horario del sitio es de martes a domingo de 9:00 a 17:00 hrs, se descansa el lunes. El sitio cuenta con servicios básicos de sanitarios y estacionamiento, además de una pequeña tienda de recuerdos y libros referentes al sitio. El costo de acceso es de $75pesos mexicanos, quedan exentos de cuota de entrada estudiantes y maestros con credencial vigente así como adultos mayores.
Se recomienda fuertemente llevar pantalones frescos, calzado cómodo, sombrero y agua potable para el recorrido aproximado de dos horas.